# Zirconiumwolframat
Zirconiumwolframat (Zr[WO4]2) ist eine chemische Verbindung aus Zirconium, Wolfram und Sauerstoff und damit eine Verbindung aus der Gruppe der Wolframate.

## Gewinnung und Darstellung
Zirconiumwolframat kann durch Reaktion von Zirconium(IV)-oxid und Wolfram(VI)-oxid gewonnen werden.
{\displaystyle \mathrm {ZrO_{2}+2\ WO_{3}\longrightarrow {}\ Zr(WO_{4})_{2}} }

## Eigenschaften
Eine ganz charakteristische Eigenheit von Zirconiumwolframat ist die Dichteanomalie. Es zieht sich bei Erhitzung zusammen, anders als die meisten anderen Stoffe. Dieses Verhalten tritt zwischen −270 °C (3,15 Kelvin) und 777 °C auf, die Längenausdehnung beträgt −8,7·10−6 K−1. Einige andere Materialien haben zwar auch ein solches „umgekehrtes“ Temperaturverhalten, aber sie zeigen es innerhalb einer viel kleineren Temperaturspanne.

## Anwendung
Als Füllstoff kann es die positive Temperaturausdehnung eines Matrixmaterials teilweise oder vollständig kompensieren, wodurch sich Werkstoffe mit geringer Wärmeausdehnung ergeben.